# Xi Arietis
Xi Arietis (24 Arietis) é uma estrela na direção da constelação de Aries. Possui uma ascensão reta de 02h 24m 49.04s e uma declinação de +10° 36′ 38.2″. Sua magnitude aparente é igual a 5.48. Considerando sua distância de 603 anos-luz em relação à Terra, sua magnitude absoluta é igual a −0.85. Pertence à classe espectral B7IV.